# Minonk (Illinois)
Minonk es una ciudad ubicada en el condado de Woodford en el estado estadounidense de Illinois. En el Censo de 2010 tenía una población de 2078 habitantes y una densidad poblacional de 331,26 personas por km².

## Geografía
Minonk se encuentra ubicada en las coordenadas 40°54′37″N 89°2′17″O / 40.91028, -89.03806. Según la Oficina del Censo de los Estados Unidos, Minonk tiene una superficie total de 6.27 km², de la cual 6.27 km² corresponden a tierra firme y (0%) 0 km² es agua.

## Demografía
Según el censo de 2010, había 2078 personas residiendo en Minonk. La densidad de población era de 331,26 hab./km². De los 2078 habitantes, Minonk estaba compuesto por el 98.8% blancos, el 0.29% eran afroamericanos, el 0.29% eran amerindios, el 0% eran asiáticos, el 0% eran isleños del Pacífico, el 0.38% eran de otras razas y el 0.24% pertenecían a dos o más razas. Del total de la población el 0.67% eran hispanos o latinos de cualquier raza.